# Liebfrauenkirche (Vorderberg)
Koordinaten: 46° 35′ 13,9″ N, 13° 31′ 6,5″ O
Die Filialkirche Unsere Liebe Frau im Graben, auch Maria im Graben, ist eine römisch-katholische Kirche in Vorderberg in der Gemeinde Sankt Stefan im Gailtal in Kärnten.
Die spätgotische Kirche aus dem 15. Jahrhundert steht am Eingang einer tiefen Schlucht südlich des Ortes Vorderberg.

## Bauwerk
Das Langhaus hat eine flache Decke mit Deckenbildern aus 1719, der Übergang zum Chor ist ein abgefaster spitzbogiger eingezogener Triumphbogen, der einjochige Chor mit 3/8 Schluss mit Netzrippengewölbe über abgekragten Runddiensten zeigt an Konsolen teils Wappen. Im Chor ist nordseitig ein Spitzbogenportal mit spätgotischer Eisentüre zur Sakristei im Untergeschoß des mächtigen nördlichen Turmes mit achtteiligen Spitzgiebelhelm. Die Turmspitze wird von einer Turmkugel mit Kreuz und Wetterhahn bekrönt. Es gibt spätgotische Wandmalerei und Fresken, welche freigelegt wurde. Die Kirche ist in allen Bereichen mit Holzschindeln gedeckt.

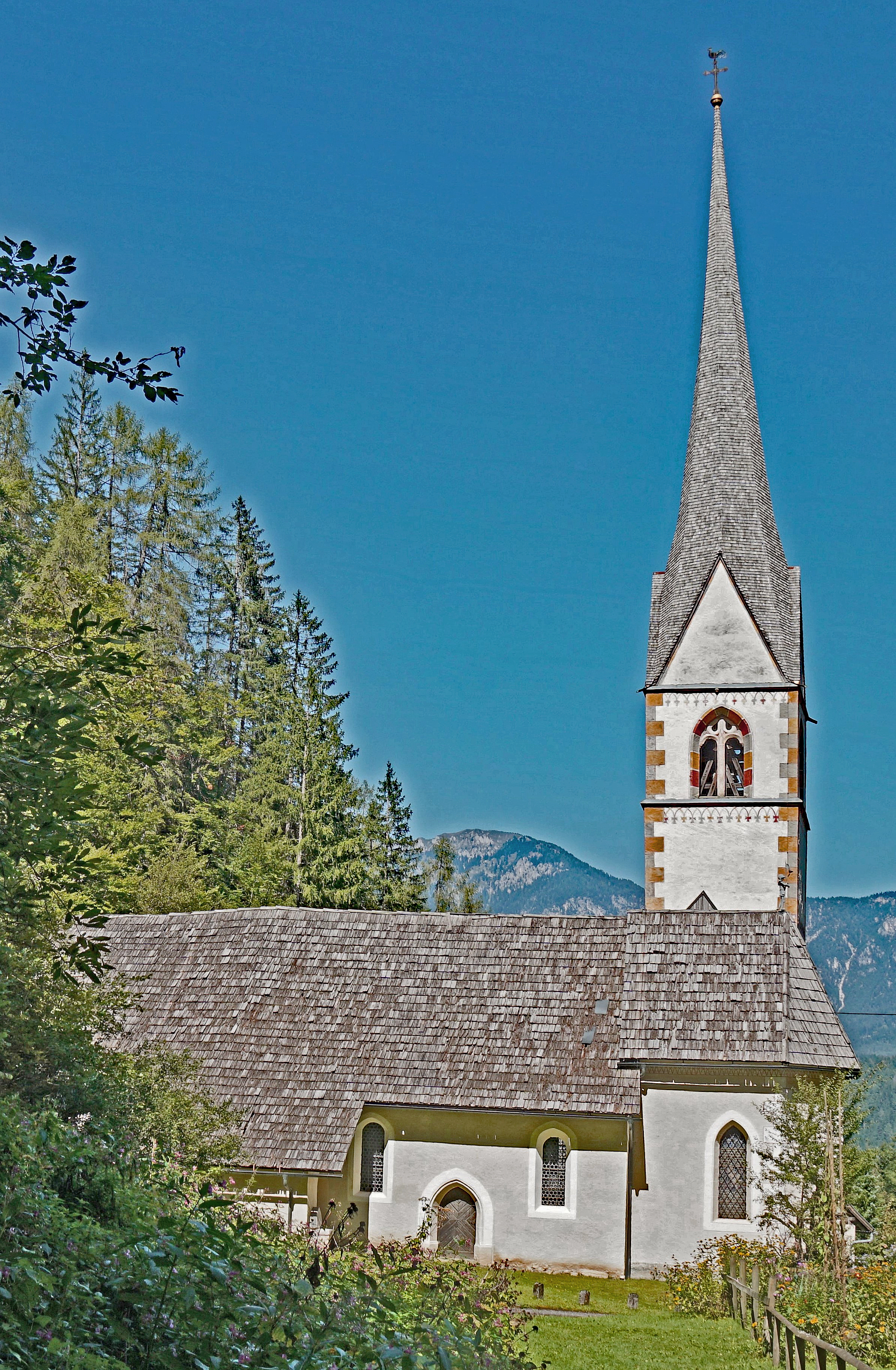
Südansicht
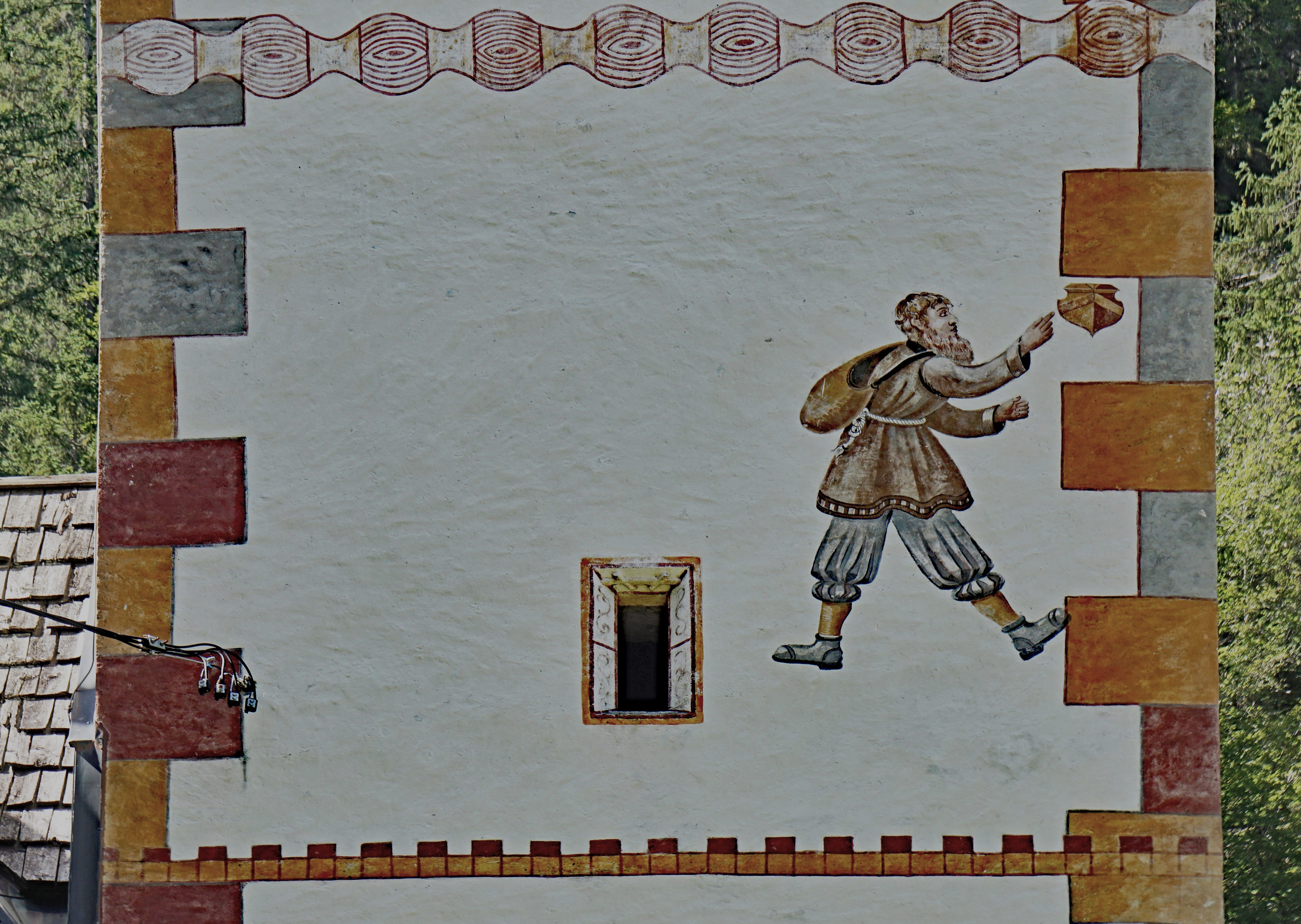
Fresko am Turm

## Einrichtung

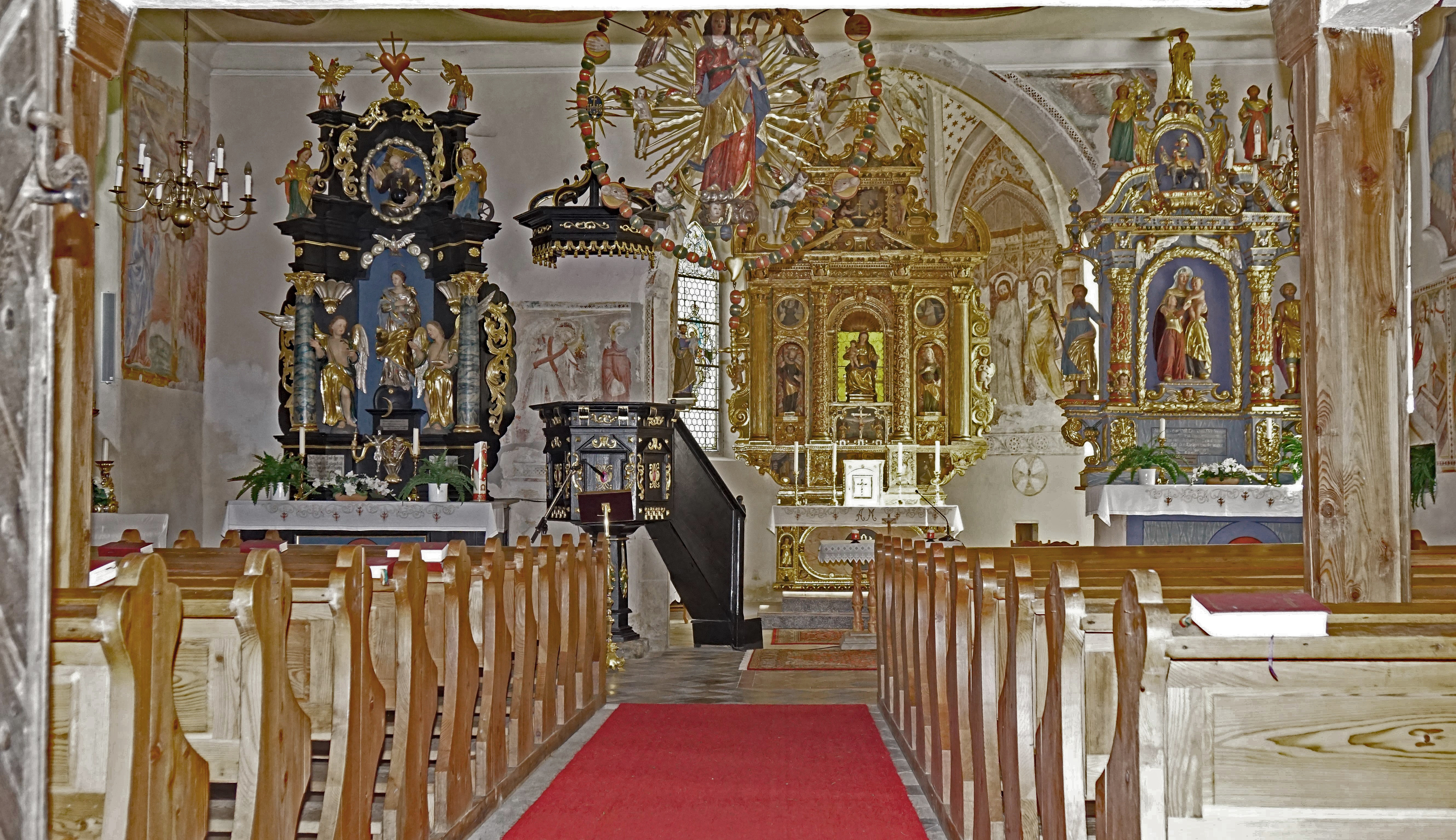
Innenansicht

Der Hochaltar ist aus dem 17. Jahrhundert, der linke Seitenaltar ist mit 1727, der rechte Seitenaltar mit 1696 bezeichnet. Es gibt einen Margaretenaltar aus dem Jahr 1670/1680 an der nördlichen Langhauswand. Der spätgotische Chorstuhl mit Flachschnitzerei ist aus dem 16. Jahrhundert. Es gibt eine Glocke aus dem 13. Jahrhundert, und eine Glocke von Urban Fiering aus dem Jahr 1548.
Ein spätgotischer Flügelaltar ist heute in der Pfarrkirche Vorderberg. Zwei ehemalige Flügelaltartafeln sind in Hermagor. Schnitzfiguren mit der spätgotischen Figur Maria Selbdritt vom ehemaligen Flügelaltar, wie auch ein Glasmalereifragment Maria mit Kind und weibliche Heilige, sind im Diözesanmuseum Klagenfurt.

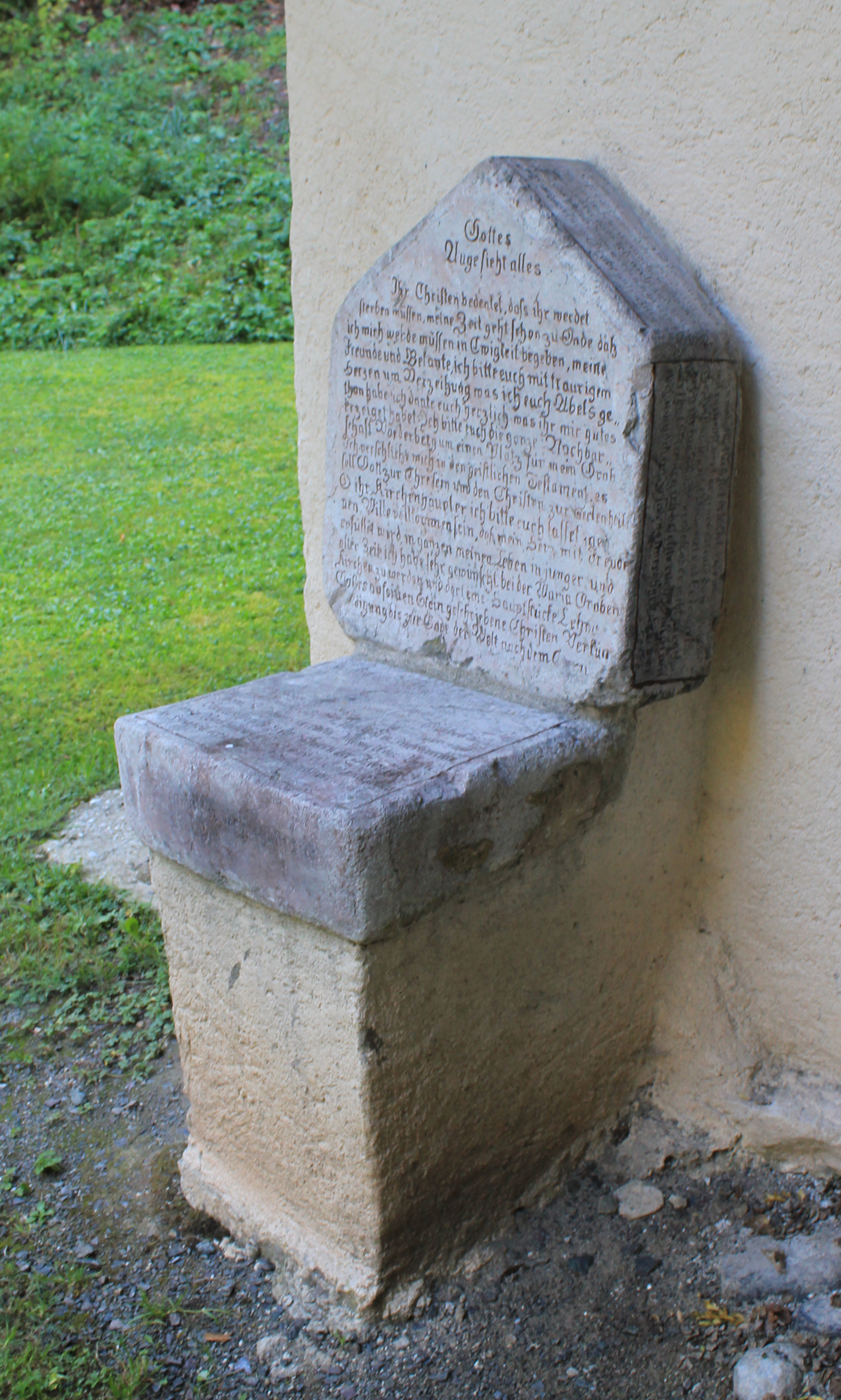
Bekenntnisstein vor der Liebfrauenkirche

Vor dem Seiteneingang der Kirche befindet sich ein geheimprotestantischer Bekenntnisstein. Die zwei dicht beschriebenen Steinplatten enthalten das geistliche Testament eines unbekannten Protestanten, der hier am katholischen Friedhof bestattet wurde. Die Inschrift besteht aus Bibelzitaten aus dem Johannesevangelium und dem Buch der Weisheit, religiös-moralischen Gedanken und persönlichen Aussagen. Die Inschrift enthält auch die Bitte an die Nachbarschaft Vorderberg, der damaligen Besitzerin des Friedhofs, das Grab und den Bekenntnisstein an der Kirche errichten zu dürfen. Die Erfüllung der Bitte ist ein bemerkenswertes Zeichen der Toleranz in einer sonst katholischen Ortschaft.